# Polioptila dumicola
La tacuarita azul (en Argentina, Bolivia y Paraguay) o perlita azul (Polioptila dumicola), también denominada azulito o piojito azulado (en Uruguay) o perlita enmascarada, es una especie de ave paseriforme de la familia Polioptilidae, perteneciente al numeroso género Polioptila. Es nativa del centro sur de América del Sur

## Distribución y hábitat
Se distribuye ampliamente desde el centro norte de Brasil (desde el sur de Pará, Tocantins, sur de Maranhão y norte de Mato Grosso, hasta Mato Grosso do Sul y São Paulo) y norte de Bolivia, por Paraguay, sur de Brasil, Uruguay, hasta el centro de Argentina (hasta San Luis, Córdoba, Entre Ríos, Santa Fe, el norte de la Provincia de Buenos Aires y la Ciudad Autónoma de Buenos Aires.
Esta especie es considerada localmente bastante común en una variedad de hábitats semiabiertos como cerrados, Pantanal, chaco seco y húmedo, monte y pampas, principalmente en altitudes por debajo de los 1000 m. La subespecie saturata llega hasta los 1500–2000 m en los bosques secos montanos de Bolivia. A pesar de tan amplia distribución casi no se sobrepone con otras especies de Polioptila.

## Descripción
Mide entre 12 y 13 cm de longitud y pesa de 5 a 7 g. El macho tiene un antifaz negro por los ojos y el pico, es de un color gris metálico por la cabeza y las alas y gris claro por el abdomen, la hembra no tiene antifaz y tiene un plumaje más claro. Tienen un canto en ocasiones melodioso.

## Comportamiento
Es un ave  que siempre anda por los arbustos y árboles de poca altura, se desplaza entre los árboles mediante pequeños saltos y cortos vuelos.

### Alimentación
Se alimenta de insectos, larvas y arácnidos que los busca en los árboles o en el suelo.

### Reproducción
El nido tiene forma de taza que lo fabrican con raíces, telas de araña y plumas y por el lado de afuera colocan cortezas,la hembra coloca hasta cuatro huevos celestes con manchitas rojizas.

## Sistemática

### Descripción original
La especie P. dumicola fue descrita por primera vez por el naturalista francés Louis Jean Pierre Vieillot en 1817 bajo el nombre científico Sylvia dumicola; su localidad tipo es: «Paraguay».

### Etimología
El nombre genérico femenino «Polioptila» es una combinación de las palabras del griego «polios» que significa ‘gris’, y «ptilon» que significa ‘plumaje’; y el nombre de la especie «dumicola» se compone de las palabras del latín «dumus, dumi» que significa ‘enmarañado’ y «cola» que significa ‘habitante’.

### Taxonomía
La subespecie berlepschi puede representar una especie separada ya que difiere en el plumaje (mucho más pálida por abajo) y también en la vocalización.

### Subespecies
Según las clasificaciones del Congreso Ornitológico Internacional (IOC y Clements Checklist/eBird v.2021 se reconocen tres  subespecies, con su correspondiente distribución geográfica:
- Polioptila dumicola berlepschi Hellmayr, 1901 –  interior de Brasil (norte de Tocantins, sureste de Pará hasta Mato Grosso) y este de Bolivia.
- Polioptila dumicola dumicola (Vieillot), 1817 – extremo sur de Brasil hasta Bolivia, Paraguay, Uruguay y Argentina.
- Polioptila dumicola saturata Todd, 1946 – tierras altas de Bolivia (Cochabamba).